# على هذه الأرض:العودة (فلم وثائقي)
على هذه الأرض هُوَ فِيلْمُ وثائقي-تونسي، مِنْ إِخْرَاجٍ وَتَأْلِيفِ عَبْدالله يَحْيَى. يُوثَقُ الفِلْمُ لَمَّا حَدَثَ فِي قَرْيَةِ (العُمْرَانِ) القَرِيبَةِ مِنْ العَاصِمَةِ التُّونِسِيَّةِ (تُونِس)، مِنْ سِلْسِلَةِ اِعْتِقَالَاتٍ جَمَاعِيَّةٍ فِي حَقِّ مَجْمُوعَةٍ كَبِيرَةٍ مِنْ الشَّبَابِ الَّذِينَ تَمَّ إِلْقَاءُ القَبْضِ عَلَيْهُمْ بَعْدَ مُطَالَبَتِهِمْ لِلحُكُومَةِ بِتَوْفِيرِ فُرَصِ عَمَلٍ لَهُمْ، وَدُخُولِهِمْ فِي إِضْرَابٍ عَنْ الطَّعَامِ. صُدِرَ الفِيلْمُ فِي عَامٍ 2014 فِي تُونِس.

## روابط خارجية
- مقالات تستعمل روابط فنية بلا صلة مع ويكي بيانات